# Johann Glandorff
Johann Glandorff († 27. Oktober 1649 in Heilbronn) war von 1643 bis 1649 Bürgermeister von Heilbronn.

## Leben
Er war 1635 Mitglied des inneren kleinen Rats („von den Burgern“), ab 1636 Steuerherr, ab 1637 Schultheiß und ab 1643 Bürgermeister von Heilbronn. 
Glandorff heiratete Rosina Kugelmann und bekam einen Sohn, namens Johann Michael. Dieser heiratete Barbara Münster. Die Münsters kamen ursprünglich aus Besigheim und verfügten über beste Verbindungen mit dem Haus Imlin.  